# Черно кандилниче
Черното кандилниче (Ballota nigra) е многогодишно растение от семейство Lamiaceae.

## Описание
Корените са пълзящи, стъблата достигат височина от 30 – 50 до 100 – 130 cm, изправени, прости, понякога разклонени в горната част. Листата в долната част на стъблата – дълги от 3 до 8 cm, широки от 2 до 6 cm, яйцевидни със сърповидна или клиновидна основа, назъбени. Листните дръжки са с дължина до 8 cm. Прицветниците са дълги между 3 и 9 cm, чашката – звънчевидна, дълга 7 – 13 mm. Венчето е двуустно, розово, лилаво, понякога бяло, венечната тръбица е скрита или едва надвишаваща чашката, в горната си част отвътре има пръстен от власинки. Тичинките 4, успоредни, прашниците са с разделени прашникови торбички. Цъфти в периода юни – септември, плододава от август до октомври.
Черното кандилниче е лечебно растение с противовъзпалителни, антиеметични и антиспазматични ефекти. Някои от съединенията, извлечени от растението, като вербаскозид, форзитозид и аренариозид, имат антимикробно действие.
Приема се при лошо храносмилане вследствие на нервност, сутрешно неразположение при бременност, счита се, че помага за намаляване на нощните събуждания и облекчава бронхиалните спазми и кашлицата. Освен това може да бъде полезно при шум в ушите и неврози.